# よしもとドラマ部
よしもとドラマ部（よしもとドラマぶ）は、吉本興業グループのよしもとクリエイティブ・エージェンシー（芸能事務所）に所属し、テレビドラマ好きを公言しているお笑い芸人の宮地謙典（ニブンノゴ!）・福田恵悟（LLR）・村上健志（フルーツポンチ）を指す総称である。「ドラマ部」とも呼ばれる。

## 概要
よしもとドラマ部の発起人は、前述の3名と同じく吉本興業系列所属の多田健二（COWCOW）とされる。部活動と同様の意味合いで、単に3名を指して「ドラマ部」とも表現される。テレビドラマについて談話する興行（トークライブ）が2009年6月からおおよそ毎月1回開催されていたが通算100回目（2017年11月）にて定期公演が終了し、以降は「続・ドラマ部」として不定期で開催されている。コロナウイルス影響下においてはネット配信版も開催された。
定期公演のトークライブはフライヤー等で『吉本興業presents「ドラマ部」』と表記される場合があり、内容はオンタイムで放送されているテレビドラマの話題のほか、語りのテーマとして毎月「課題ドラマ」を設けていた。課題ドラマは主に過去作品を扱う都合上、映像ソフト化された作品やテレビ局のインターネット配信放送作品など、その時点で視聴困難でないテレビドラマが採用される。決定した課題ドラマについては各々が個別に視聴をして、次回開催時にその感想を述べ合う仕組みとなっていた。歴代の課題ドラマについては下記の「#主な課題ドラマ」を参照のこと。過去におけるトーク以外の主な企画では、出演者それぞれが脚本・監督を務めて映像化したミニドラマの上映や、物語の舞台となった場所を散策した模様の上映などがある。
新宿ネイキッド・ロフト（東京都新宿区）で開催されているほか、よしもとプリンスシアター（東京都港区）やよしもと幕張イオンモール劇場（千葉県千葉市美浜区）など別の会場においては「課外活動」という名のもと開催される。課外活動では、テレビドラマのシーンを舞台上で再現する企画などがある。また、2013年4月には「ラブストーリー」をテーマに3名が各々脚本を仕上げ演出した3本立ての舞台公演「神保町ドラマストーリー」が神保町花月（東京都千代田区）で開催された。2015年には、Ustream（動画共有サービス）にて「ドラマ部 校内放送」が配信された。
テレビ情報雑誌『週刊ザテレビジョン』（2013年No.33号）では、2013年7月から9月にかけて放送された一部のテレビドラマの最終回予想を3名で行い、同年9月から2015年7月までコラムが連載されていた。同誌上連載「ザトリビジョン」の企画として、2013年12月19日に初放送されたテレビ朝日系のテレビドラマ『ドクターX〜外科医・大門未知子〜』最終話に3名で出演した。
2017年にはBSテレビ局Dlife、2018年にはBS-TBSで、出演者のオーディションから関わったオリジナルドラマが放送された。

## 主な課題ドラマ
| 東京ラブストーリー                         | フジテレビ系 | 1991年1月〜3月   | 小田和正「ラブ・ストーリーは突然に」                                                              |
| ロングバケーション                         | フジテレビ系 | 1996年4月〜6月   | 久保田利伸 with NAOMI CAMPBELL「LA・LA・LA LOVE SONG」                                            |
| 愛という名のもとに                         | フジテレビ系 | 1992年1月〜3月   | 浜田省吾「悲しみは雪のように」                                                                    |
| 101回目のプロポーズ                        | フジテレビ系 | 1991年7月〜9月   | CHAGE&ASKA「SAY YES」                                                                             |
| 若者のすべて                               | フジテレビ系 | 1994年10月〜12月 | Mr.Children「Tomorrow never knows」                                                               |
| 人間・失格〜たとえばぼくが死んだら         | TBS系        | 1994年7月〜9月   | サイモン&ガーファンクル「冬の散歩道」                                                             |
| みにくいアヒルの子                         | フジテレビ系 | 1996年4月〜6月   | 松山千春「君を忘れない」                                                                          |
| ビーチボーイズ                             | フジテレビ系 | 1997年7月〜9月   | 反町隆史 with Richie Sambora「Forever」 山口由子「SING A LOVE SONG FOR ME」                       |
| ブザー・ビート〜崖っぷちのヒーロー〜       | フジテレビ系 | 2009年7月〜9月   | B'z「イチブトゼンブ」                                                                             |
| プロポーズ大作戦                           | フジテレビ系 | 2007年4月〜6月   | 桑田佳祐「明日晴れるかな」                                                                        |
| 1リットルの涙                              | フジテレビ系 | 2005年10月〜12月 | K「Only Human」                                                                                   |
| Mother                                     | 日本テレビ系 | 2010年4月〜6月   | hinaco「泣き顔スマイル」                                                                          |
| オレンジデイズ                             | TBS系        | 2004年4月〜6月   | Mr.Children「Sigh」                                                                               |
| 王様のレストラン                           | フジテレビ系 | 1995年4月〜7月   | 平井堅「Precious Junk」                                                                           |
| 14才の母                                   | 日本テレビ系 | 2006年10月〜12月 | Mr.Children「しるし」                                                                             |
| ランチの女王                               | フジテレビ系 | 2002年7月〜9月   | スリー・ドッグ・ナイト「ジョイ・トゥ・ザ・ワールド」                                              |
| きらきらひかる                             | フジテレビ系 | 1998年1月〜3月   | Mr.Children「ニシエヒガシエ」                                                                     |
| 恋ノチカラ                                 | フジテレビ系 | 2002年1月〜3月   | 小田和正「キラキラ」                                                                              |
| ラブジェネレーション                       | フジテレビ系 | 1997年10月〜12月 | 大滝詠一「幸せな結末」                                                                            |
| モテキ                                     | テレビ東京系 | 2010年7月〜10月  | フジファブリック「夜明けのBEAT」                                                                  |
| 高校教師                                   | TBS系        | 1993年1月〜3月   | 森田童子「ぼくたちの失敗」 森田童子「男のくせに泣いてくれた」                                     |
| スクール!!                                 | フジテレビ系 | 2011年1月〜3月   | サンボマスター「希望の道」                                                                        |
| それでも、生きてゆく                       | フジテレビ系 | 2011年7月〜9月   | 小田和正「東京の空」                                                                              |
| オヤジぃ。                                 | TBS系        | 2000年10月〜12月 | 花*花「さよなら 大好きな人」                                                                      |
| SPEC                                       | TBS系        | 2010年10月〜12月 | THE RiCECOOKERS「NAMInoYUKUSAKI」                                                                 |
| 鈴木先生                                   | テレビ東京系 | 2011年4月〜6月   | ROCK'A'TRENCH「光射す方へ」                                                                       |
| セカンドバージン                           | NHK          | 2010年10月〜12月 | 倖田來未「愛を止めないで」                                                                        |
| 白夜行                                     | TBS系        | 2006年1月〜3月   | 柴咲コウ「影」                                                                                    |
| WATER BOYS                                 | フジテレビ系 | 2003年7月〜9月   | 福山雅治「虹」                                                                                    |
| ストロベリーナイト                         | フジテレビ系 | 2012年1月〜3月   | GReeeeN「ミセナイナミダハ、きっといつか」                                                         |
| アンティーク 〜西洋骨董洋菓子店〜          | フジテレビ系 | 2001年10月〜12月 | Mr.Children「youthful days」                                                                      |
| ラブシャッフル                             | TBS系        | 2009年1月〜3月   | アース・ウィンド・アンド・ファイアー「Fantasy」                                                   |
| 最後から二番目の恋                         | フジテレビ系 | 2012年1月〜3月   | 浜崎あゆみ「how beautiful you are」                                                               |
| はつ恋                                     | NHK          | 2012年5月〜7月   | MISIA「恋は終わらないずっと」                                                                     |
| 恋がしたい恋がしたい恋がしたい             | TBS系        | 2001年7月〜9月   | カーペンターズ「レインボウ・コネクション」                                                        |
| リッチマン、プアウーマン                   | フジテレビ系 | 2012年7月〜9月   | miwa「ヒカリヘ」                                                                                  |
| ラスト・フレンズ                           | フジテレビ系 | 2008年4月〜6月   | 宇多田ヒカル「Prisoner Of Love」                                                                  |
| リーガル・ハイ                             | フジテレビ系 | 2012年4月〜6月   | PES from RIP SLYME「女神のKISS」                                                                  |
| 白線流し                                   | フジテレビ系 | 1996年1月〜3月   | スピッツ「空も飛べるはず」                                                                        |
| 妹よ                                       | フジテレビ系 | 1994年10月〜12月 | CHAGE&ASKA「めぐり逢い」                                                                          |
| 未成年                                     | TBS系        | 1995年10月〜12月 | カーペンターズ「青春の輝き」 カーペンターズ「トップ・オブ・ザ・ワールド」                         |
| 最高の離婚                                 | フジテレビ系 | 2013年1月〜3月   | 桑田佳祐「Yin Yang」                                                                              |
| ふぞろいの林檎たち                         | TBS系        | 1983年5月〜7月   | サザンオールスターズ「いとしのエリー」                                                            |
| やまとなでしこ                             | フジテレビ系 | 2000年10月〜12月 | MISIA「Everything」                                                                               |
| ケイゾク                                   | TBS系        | 1999年1月〜3月   | 中谷美紀「クロニック・ラヴ」                                                                      |
| 流れ星                                     | フジテレビ系 | 2010年10月〜12月 | コブクロ「流星」                                                                                  |
| 愛していると言ってくれ                     | TBS系        | 1995年7月〜9月   | DREAMS COME TRUE「LOVE LOVE LOVE」                                                                |
| 流星の絆                                   | TBS系        | 2008年10月〜12月 | 嵐「Beautiful days」                                                                              |
| 池袋ウエストゲートパーク                   | TBS系        | 2000年4月〜6月   | SADS「忘却の空」                                                                                  |
| 魔女の条件                                 | TBS系        | 1999年4月〜6月   | 宇多田ヒカル「First Love」                                                                        |
| to Heart 〜恋して死にたい〜                | TBS系        | 1999年7月〜9月   | KinKi Kids「to Heart」                                                                            |
| 薔薇のない花屋                             | フジテレビ系 | 2008年1月〜3月   | 山下達郎「ずっと一緒さ」                                                                          |
| GOLD                                       | フジテレビ系 | 2010年7月〜9月   | Superfly「Wildflower」                                                                            |
| 泣くな、はらちゃん                         | 日本テレビ系 | 2013年1月〜3月   | TOKIO「リリック」 かもめ児童合唱団「私の世界」                                                    |
| 眠れる森                                   | フジテレビ系 | 1998年10月〜12月 | 竹内まりや「カムフラージュ」                                                                      |
| 続・最後から二番目の恋                     | フジテレビ系 | 2014年4月〜6月   | 浜崎あゆみ「Hello new me」 小泉今日子&中井貴一「T字路」                                           |
| モザイクジャパン                           | WOWOW        | 2014年5月〜6月   | -                                                                                                 |
| HERO                                       | フジテレビ系 | 2001年1月〜3月   | 宇多田ヒカル「Can You Keep A Secret?」                                                            |
| アルジャーノンに花束を                     | フジテレビ系 | 2002年10月〜12月 | ジェニファー・ウォーンズ「ソング・オブ・バーナデット」                                            |
| お金がない!                                | フジテレビ系 | 1994年7月〜9月   | 織田裕二「OVER THE TROUBLE」                                                                      |
| Summer Snow                                | TBS系        | 2000年7月〜9月   | KinKi Kids「夏の王様」                                                                            |
| 天体観測                                   | フジテレビ系 | 2002年7月〜9月   | 中島美嘉「WILL」 BUMP OF CHICKEN「天体観測」                                                      |
| アオイホノオ                               | テレビ東京系 | 2014年7月〜9月   | ウルフルズ「あーだそーだこーだ!」 柴咲コウ「蒼い星」                                              |
| 花より男子                                 | TBS系        | 2005年10月〜12月 | 嵐「WISH」 大塚愛「プラネタリウム」                                                               |
| 花より男子2（リターンズ）                  | TBS系        | 2007年1月〜3月   | 嵐「Love so sweet」 宇多田ヒカル「Flavor Of Life -Ballad Version-」                               |
| ラストクリスマス                           | フジテレビ系 | 2004年10月〜12月 | Yuji Oda and Butch Walker「Wake Me Up Go! Go!」 Yuji Oda and Butch Walker「Last Christmas」       |
| 愛しあってるかい!                          | フジテレビ系 | 1989年10月〜12月 | 小泉今日子「学園天国」                                                                            |
| 株価暴落                                   | WOWOW        | 2014年10月〜11月 | -                                                                                                 |
| いつかこの恋を思い出してきっと泣いてしまう | フジテレビ系 | 2016年1月〜3月   | 手嶌葵「明日への手紙」                                                                            |
| 美女か野獣                                 | フジテレビ系 | 2003年1月〜3月   | 東京スカパラダイスオーケストラ「銀河と迷路」                                                      |
| デート〜恋とはどんなものかしら〜           | フジテレビ系 | 2015年1月〜3月   | ザ・ピーナッツ「ふりむかないで」 chay「あなたに恋をしてみました」                                 |
| 怪奇恋愛作戦                               | テレビ東京系 | 2015年1月〜3月   | 女王蜂「ヴィーナス」 電気グルーヴ「Fallin' Down」                                                 |
| H2〜君といた日々                           | TBS系        | 2005年1月〜3月   | K「over...」                                                                                      |
| 医龍-Team Medical Dragon-                  | フジテレビ系 | 2006年4月〜6月   | AI「Believe」                                                                                     |
| とんび                                     | TBS系        | 2013年1月〜3月   | 福山雅治「誕生日には真白な百合を」                                                                |
| ゆとりですがなにか                         | 日本テレビ系 | 2016年4月〜6月   | 感覚ピエロ「拝啓、いつかの君へ」                                                                  |
| すてきな片想い                             | フジテレビ系 | 1990年10月〜12月 | 中山美穂「愛してるっていわない!」                                                                 |
| 私が恋愛できない理由                       | フジテレビ系 | 2011年10月〜12月 | 安室奈美恵「Love Story」                                                                          |
| Beautiful Life 〜ふたりでいた日々〜        | TBS系        | 2001年1月〜3月   | B'z「今夜月の見える丘に」                                                                         |
| プライド                                   | フジテレビ系 | 2004年1月〜3月   | クイーン「ボーン・トゥ・ラヴ・ユー」                                                              |
| もう誰も愛さない                           | フジテレビ系 | 1991年4月〜6月   | ビリー・ヒューズ「とどかぬ想い〜Welcome to the Edge〜」 ランディ・クロフォード「スウィート ラブ」 |
| 湯けむりスナイパー                         | テレビ東京系 | 2009年4月〜6月   | クレイジーケンバンド「山の音」                                                                    |
| 振り返れば奴がいる                         | フジテレビ系 | 1993年1月〜3月   | CHAGE&ASKA「YAH YAH YAH」                                                                         |
| BORDER 警視庁捜査一課殺人犯捜査第4係       | テレビ朝日系 | 2014年4月〜6月   | MAN WITH A MISSION「evils fall」                                                                  |
| 雨が降ると君は優しい                       | Hulu         | 2017年9月〜10月  | ボズ・スキャッグス「ウィ・アー・オール・アローン」                                                |
| 重版出来!                                  | TBS系        | 2016年4月〜6月   | UNICORN「エコー」                                                                                 |
| ファイナルファンタジーXIV 光のお父さん     | TBS系        | 2017年4月〜5月   | GLAY「the other end of the globe」 SILENT SIREN「AKANE」                                          |
| 義母と娘のブルース                         | TBS系        | 2018年7月〜9月   | MISIA「アイノカタチ feat. HIDE (GReeeeN)」                                                        |

## 過去の主なゲスト
- 新井義幸（はりけ〜んず）
- いとうあさこ
- ガリットチュウ
- しずる
- タイ（やさしいズ）
- 竹内健人（元ミルククラウン）
- 長澤のぶとし（元マキシマムパーパーサム）
- 中須智一（元ロシアンモンキー）
- ナベ（元Bコース）
- 林大介（かたつむり）
- 本田みずほ
- 横澤夏子
- ライス

## 関連楽曲
- Romanticが止まらない（C-C-B） - 新宿ネイキッド・ロフトでの出囃子曲
- フレンズ（レベッカ） - 新宿ネイキッド・ロフトでのゲスト出囃子曲